# 克钦冲突
克钦冲突或克钦战争是被统称为缅甸内战的许多冲突之一。克钦叛军自1961年以来一直与缅甸国防军作战，期间仅在1994年至2011年间有过一次主要停火。
自2011年敌对行动恢复以来，已有数千名平民丧生，另有100,000多人流离失所。双方都被指控广泛使用地雷、童兵、系统性强奸和酷刑。

## 背景
克钦族（或称景颇族）是一个由六个族群组成的联盟，他们生活在缅甸北部的克钦山区（枯门岭）、中国南部（云南）和印度东北部。在缅甸从英国独立后，包括克钦人在内的许多少数民族都为民族自决和独立而斗争。缅族联盟政府与克钦人民之间的矛盾使得持不同政见者于1960年成立克钦独立组织。当时仅拥有27名成员的克钦独立军于1961年作为其武装力量成立。1960年代初期，特别是在1962年缅甸政变及其受到其他少数民族的威胁之后，克钦独立军开始扩张。

## 第一次冲突（1961年–1994年）
1962年，奈温将军及其政权单方面废除缅甸联邦宪法后，缅甸国防军中的许多克钦士兵叛逃，加入了克钦独立军。克钦独立军不仅与政府军士兵作战，而且偶尔与自己队伍内外的共产党人发生冲突。缅甸共产党时而是克钦独立军的盟友，时而是其敌人。1989年，受共产党人支持的克钦新民主军从克钦独立军分裂出来。
除了其主要城镇和铁路，克钦邦受克钦独立军控制的地区从1960年代中期到1994年几乎保持独立，与缅甸其他地区隔绝，经济以与中国的玉石贸易和毒品贩运为基础。
在1994年缅甸军队夺取了克钦邦的大部分玉石矿后，克钦独立军于2月24日与当时执政的国家和平与发展委员会军政府签署了停火协议。

## 第二次冲突（2011年至今）

### 2011年
2011年6月9日，克钦独立军与缅军爆发武装冲突。政府军打破了停火协议，袭击了克钦邦八莫城以东，太平江沿岸的太平江水电站附近的克钦独立军阵地。战斗在整个克钦邦，以及掸邦的西北部开始。
据报道，战斗是由于缅甸政府试图夺取克钦独立军控制的位于克钦邦和掸邦受中国政府支持的利润丰厚的能源项目（即太平江水电站）周围的地区，接管该水电站而爆发的。近30名中国工程师和大坝工人被缅甸政府军控制。其后，经过缅甸政府、克钦独立军和中国政府的谈判，滞留在水电站的中国人才获准经过克钦独立军控制的边境地区返回中国。尽管时任缅甸总统登盛于2011年12月声明他已命令缅军停止在克钦邦的进攻，但冲突一直持续到2012年。

### 2012年
2012年，重燃战火的最大战斗发生在3月，沿着密支那–八莫公路。冲突在4月下旬再次爆发，独立军进攻鲁昌附近的其培鎮板瓦村周围的缅甸军事哨所。4月底，缅军战败，撤出该地区。8月，独立军声称，他们在Wai Aung Kaba公司拥有的白猴（Myauk Phyu）玉矿中埋设的地雷爆炸时，140名政府军丧生。

### 2013年
2012年12月至2013年1月，缅甸军队发动的空袭和炮击严重破坏了克钦独立军的设防阵地。
2013年1月2日，缅甸政府证实，它几天前对克钦邦北部的“民族叛乱分子”进行了空袭，以回应克钦独立军的袭击。美国政府表示，将对缅甸政府使用武力升级“正式表示关切”。2013年1月3日，独立军声称在拉咱周围地区连续第六天发生空袭，并指控缅甸国防军使用化学武器。时任联合国秘书长潘基文表示缅甸当局应“停止任何可能危及该地区平民生命或进一步加剧该地区冲突的行动”。

### 2014年
2014年6月14日，独立军占领了两座水电站，并劫持了六名政府军士兵和几名中国工人数小时，随后缅甸军队冲进了水电站。事件共造成6人死亡、4人受伤。
2014年11月19日，政府军士兵袭击了拉咱附近的独立军总部，打死至少22名叛乱分子。

### 停火尝试
自2011年6月战斗恢复以来，克钦独立军与缅甸政府之间进行了多轮停火谈判。然而，根据瑞典记者贝蒂尔·林特纳2012年12月18日在香港亞洲時報在線的报道，许多人批评外国支持的停火努力“不讨论政治问题，只强调停火、裁军和经济发展，那些对话者——包括由挪威政府发起的“和平支持倡议”和瑞士人道主义对话中心的另一项倡议——本质上都是在宣传政府的观点”。《澳大利亚人报》报道说，一些克钦族商界领袖呼吁昂山素季帮助调解争端，2012年1月6日，昂山素季表示，她并没有收到政府的正式邀请以允许她介入谈判。

#### 2013年停火谈判
2013年1月18日，在缅甸召开国际捐助者会议之前，登盛总统宣布军队与克钦独立组织之间的单方面停火。据说停火于次日，即1月19日生效，但据报道次日也发生了轻微战斗，而且，政府于1月20日发动了全面攻击，随后包括“持续的迫击炮和火炮轰炸”，“数百名缅甸军队”袭击了位于叛军控制的拉咱镇郊外的独立军基地。
据报道，登盛政府受到来自“政界和商界”的压力，他们认为“不断升级的冲突将破坏缅甸摆脱数十年外交孤立的局面”，并在议会通过了一项决议，呼吁军方指挥官敏昂莱总司令缩小作战规模。敏昂莱将军回应说，军方只会进行“自卫”——这是自2011年12月以来，它对战争一直给出的理由。
2月4日，缅甸政府与克钦独立军在中国瑞丽会谈，同意缓和克钦邦的军事紧张局势，并于2月晚些时候举行进一步的和谈。然而，所谓“进一步会谈”并未开始，但据报道，在和谈后克钦邦几乎没有发生武装冲突。据密希玛新闻社报道，2月26日，一名克钦独立组织中央委员会成员声称，他们不会在2月与政府会面，因为他们需要更多时间就谈判问题与“克钦人民”进行磋商。最后，缅甸政府和克钦独立军于2013年3月11日在中国瑞丽重启和谈。中国政府否认自己拒绝让西方国家的观察员参加和谈一事推迟了谈判。
5月30日，缅甸政府与克钦独立军签署了初步停火协议，这将进一步推动达成和平协议。然而，双方未能达成正式停火协议。联合国缅甸问题特别顾问南威哲也作为观察员与中国代表和其他少数民族代表一起参加了会议。
然而，缅甸政府与克钦独立军在2013年多次和谈后未能达成永久停火协议，但同意共同努力达成永久停火协议，减少敌对行动。

#### 2014年停火谈判
2014年4月，缅甸军队袭击了克钦邦曼西镇区、克钦邦和掸邦北部的多个克钦独立军据点，以根除木材走私并控制其据点周围的战略路线。克钦独立军要求于5月10日在密支那举行会议，以缓和双方之间的紧张局势。
旨在起草全国停火协议的谈判于2014年4月在缅甸和平中心由各民族武装团体和缅甸政府的代表开始，但克钦独立军和德昂民族解放军（TNLA）不在谈判代表之列。
2014年4月，独立军副总司令甘茂敦促美国参与和平进程

### 2018年
2018年3月，缅甸国防军对德乃镇区的独立军发动空袭，该镇是大型矿区的一部分。
2018年4月1日至6日期间，缅军士兵据说袭击了曼西镇区的独立军阵地。独立军随后于6日袭击了位于帕敢镇区的缅军第86营军事基地，打死8名政府军士兵并俘虏13人。到2018年4月10日，当地人声称18名缅军士兵和3名独立军士兵在冲突中丧生。
2018年3月和4月出现了对缅军虐待平民——包括故意杀害两名克钦族和六名掸族农民——的指控。许多其他平民也在交火中受伤。
截至2018年5月，已有6,000名国内流离失所者逃离武装冲突和缅甸军队的炮击，而另有数百人仍被困在交火中的村庄。饥饿成为他们的普遍问题，一些人不得不吃香蕉茎充饥。

### 2021年至今
2021年缅甸政变后，克钦独立军拒绝承认军政府，并不久便与政府军之间再次发生冲突。
2021年3月25日，克钦独立军占领了他们失去20多年的拉咱附近的阿劳本（Alaw Bum）军事基地。4月11日，军政府发动进攻，使用空袭和地面部队夺回该基地。两军伤亡惨重，激战三天后不得不撤退。
5月3日，克钦独立军表示，他们在莫茂镇附近击落了一架政府军直升机。
5月7日，独立军发言人声称，莫茂镇的政府战斗机错误地轰炸了政府自己的部队而造成人员伤亡。
5月18日，独立军在贵概镇附近伏击了一支军事车队，摧毁了六辆油罐车。
5月22日，独立军袭击了位于坎迪镇南西蚌的军事阵地和缅甸经济控股有限公司（MEHL）拥有的玉石矿场。
5月25日，独立军与军政府军队在莫茂镇爆发战斗，迫使平民逃离军方炮击。
5月30日，独立军加入反对政变的人民保卫军（PDF）在杰沙镇与军政府军队作战，打死8名政府军士兵。葡萄县、帕敢镇和莫茂镇的战斗也在继续。
2022年10月25日，缅甸军政府空袭克钦独立军。

## 平民和难民
平民也在战斗中丧生，并成为攻击目标。平民经常因战斗而流离失所，政府军和叛军都经常在不顾平民的情况下埋设地雷。截至2012年12月，虽然一些平民已经越过与中国的边界，但大多数人仍留在缅甸北部。
2012年8月，中国政府将难民遣返缅甸，尽管那里的战斗仍在继续，而且根据国际法强行将平民遣返战区是非法的。此外，妇女作为战斗人员和受害者在冲突中发挥了重要作用。時代雜誌在2012年记录了许多女性独立军士兵的存在。
2013年2月，非政府组织克钦妇女组织泰国分会（KWAT）报告称，自2011年以来，战斗已产生超过100,000名难民，并且导致364个村庄全部或部分被遗弃。该组织的报告还指出，缅甸军队蓄意袭击难民营和村庄，并犯下强奸和谋杀平民等战争罪。
联合国于2018年4月28日表示，自当月初武装冲突再次爆发以来，已有4,000多人流离失所。

## 童兵
童兵是缅甸军队和叛军的主要组成部分之一。英国《独立报》在2012年6月报道说，儿童被卖给缅甸军方，价格“低至40美元和一袋大米或一罐汽油”。一周后卸任的联合国秘书长儿童与武装冲突问题特别代表拉迪卡·库马拉斯瓦米于2012年7月5日会见了缅甸政府代表，并表示她希望政府签署行动计划将"标志着转变"。
2012年9月，缅甸国防军释放了42名儿童兵。国际劳工组织与政府代表和克钦独立军会面，以确保释放更多儿童兵。据萨曼莎·鲍尔称，美国代表团曾于2012年10月向政府提出童兵问题，但她没有评论政府在这方面的改革进展。曼谷郵報2012年12月23日的一篇文章报道说，国防军在军队对克钦独立军的大规模攻势期间继续使用童兵。